# Hoacin
Hoacin ali ciganska kura (znanstveno ime Opisthocomus hoazin), znan tudi kot »smrdljivi ptič«, je tropska ptica, ki domuje v močvirjih in mangrovah Amazonke ter v delti reke Orinoko v Južni Ameriki. Najdemo ga vzhodno od Andov, od Kolumbije, Venezuele in Gvineje na jugu, do Ekvadorja in Peruja, v severni in centralni Braziliji ter Boliviji. Je edini predstavnik rodu Opistochomus. Njegova taksonomska razvrstitev je še vedno predmet raziskav in je kljub napredujočemu znanju o genetiki še daleč od tega, da bi bila pojasnjena.

## Opis
Hoacin je velik kot fazan od 60 do 70 cm, težak 700-900 g, z dolgim vratom in majhno glavo. Obraz ima moder, neoperjen, oči so rjave, na vrhu glave ima dolg, ozek in dvignjen rdeče-rjav čop. Konice dolgega in pahljačastega črnega repa so umazano bele barve. Zgornji del telesa je črn, konice letalnih in hrbtnih peres so umazano-bele barve. Spodnji del telesa je svetlo rjav, medtem ko so primarna peresa, spodnji del krovcev in boki živo rdeče-rjavo obarvani. Noge, kremplji in kljun so črni. Spola se po obarvanosti med sabo ne ločita, samica je nekoliko manjša in ima krajši čop.
Hoacin je slab letalec, njegov let je težek, pristanek neroden. Vzrok za to je majhna prsna kost in šibke prsne mišice, ki se ne morejo razviti zaradi izredno velikega »prežvekovalskega« želodca. Za premikanje potrebuje gosto vegetacijo, ker leta v glavnem le z enega drevesa na drugo.
Hoacin je rastlinojed, ki ima nenavaden prebavni sistem – večdelni želodec, kot pri prežvekovalcih, mu omogoča, da se zaužita hrana dobro fermentira in izkoristi. Prebavljanje je izredno počasno, prabavni ciklus – od kljuna do kloake - traja do 45 ur. 

## Habitat
Živi v gozdnati pokrajini ob nižinskih rekah, sladkovodnih, brakičnih in tudi slanih jezerih. Najraje se zadržuje v bližini orjaških vrst filodenrodona - arum (Aracea, Caladium, Montrichardia), sekropije (Cecropia) in vodnih hiacint (Eicchornia), v priobalnem območju pa v mangovah Avicennije. V sušnem obdobju se morajo posamezne skupine ptic premakniti v manj primerne gozdne habitate, kjer ni njegove najbolj priljubljene hrane. Čeprav se običajno zadržuje v nižinah, ga lahko najdemo v Braziliji ob Amazonki do 800 m visoko, v Ekvadorju na višini 1050 m in v Venezueli na 1450 m.

## Taksonomija
Hoacin je edini predstavnik svoje družine, njegova sorodnost z drugimi pticami je še vedno uganka. V razvoju se je ločil od drugih ptic že zelo zgodaj, kdaj natančno ni mogoče ugotoviti, ker so do sedaj našli le en sam fosilni primerek te vrste. To je lobanja hoacinu zelo podobnega letalca iz miocena, izkopana v zgornji Magdalena River Valley, Kolumbija, znana kot vzorec UCMP 42823 - fauna iz la Venta.
Včasih so ga zaradi nekaterih podobnosti povezovali s kurami, dropljami, s kukavicami, z aniji (kukavice Novega sveta), golobi, mišarji, tukalicami idr. Ker kljub delnemu dešifriranju genoma ni mogoče enoznačno določiti njegovega sorodstva, ostaja v veljavi, da ima svoj lastni red Opistohocomiformes.
Do nedavnega je bila zelo priljubljena hipoteza, da je hoacin še živeči člen med operjenimi prareptili, npr. praptičem in ptiči. Vodilo k takšnemu razmišljanju je bilo dejstvo, da imajo mladiči na krilih po dva kremplja. Najnovejše raziskave pa kažejo, da so se kremplji razvili na novo, zaradi njihovega načina življenja.

## Vedenje

### Prehranjevanje
Hrani se skoraj izključno z zelenim listjem in popki približno 50 vrst tropskih dreves, kar predstavlja 82 % njegove prehrane, preostanek pa so cvetovi (10 %) in sadeži (8 %) teh dreves.
Do sedaj je hoacin edina znana vrsta ptic, ki ima večdelni želodec, kot na primer govedo, kjer v prvem delu poteka fermentacija z mikrobi. Počasna prebava velikih količin rastlinske hrane, ki ima nizko hranilno vrednost, je vplivala na razvoj preostalih delov telesa in njihovo morfologijo, letalne sposobnosti in gibljivost ter socialno obnašanje. Zaradi bakterijske fermentacije spuščajo z izpahovanjem neprijeten vonj po gnoju, zato ga tudi imenujejo smrdljivi ptič.

## Oglašanje
Hoacini so glasne ptice, ki živijo v jatah do 12 osebkov, zato je njihovo hripavo oglašanje z rezkimi in vreščečimi zvoki, ki so sestavljeni iz 3 – 10 tonov, namenjeno usklajevanju skupine. Ko branijo mladiče, preteče sikajo.

### Gnezditev
Gnezdi v deževni dobi, v majhnih kolonijah. Pari so monogamni. Gnezdo, spleteno iz vejevja, namesti 2,5 do 4 m nad vodo v gostih sezonsko poplavljenih gozdovih. Samica znese dve do tri jajca kremne barve z večbarvnimi lisami, inkubacija traja 28 do 32 dni, valita izmenično samec in samica. Piščanci so goliči, vendar jim kmalu zraste perje temno rjave barve. Gnezdo zapustijo po dveh do treh tednih, na kratke razdalje poletijo v 55 do 65 dneh, spolno dozorijo v dveh do treh letih. 
Gnezdijo enkrat na leto. Če je prvo gnezdo uničeno, izjemoma valijo tudi drugič. Mladiče pomagajo poleg staršev vzgajati tudi osebki iz prejšnje gnezditve. Starši in pomočniki hranijo mladiče z izbljuvano, že fermentirano hrano iz prvega dela želodca.
Piščanci imajo anatomsko posebnost, in sicer po dva kremplja na vsaki peruti. Če se počutijo ogrožene, plezajo po drevesih s pomočjo krempljev na velikih nogah in na perutih ter kljuna ali pa v begu pred plenilcem popadajo v vodo pod gnezdom, plavajo pod vodo in nato splezajo nazaj na domača drevesa. Prav kremplji na perutih mladičev so vzrok za hipotezo o sorodnosti z letečim dinozavrom praptičem – njegov razvojni genetski odtis (»blueprint«) je še vedno prisoten v genomu ptičev.

## Status in ohranjanje, odnos z ljudmi
Čeprav so skrivnostno privlačni zaradi oblike in barv, niso globalno ogroženi. V primernih habitatih so prisotni v velikem številu, razporejeni po zaplatah primerne vegetacije. V Braziliji domorodci iz amazonskih gozdov pobirajo jajca za hrano, izjemoma lovijo tudi odrasle ptice, do katerih imajo odpor zaradi smradu. Meso nima dobrega okusa. Najbolj jih ogroža sečnja gozdov v Amazoniji, gradnja jezov in ustvarjanje novih plantaž, ker zaradi anatomskih posebnosti niso sposobni preleta daljših razdalj in prehoda med bolj oddaljenimi habitati. Naravnih sovražnikov imajo malo, najpogostejši je jastreb vrste Spizaetus ornatus.
Do turistov, ki opazujejo valeče hoacine ob amazonskih jezerih, so razvili določeno toleranco. Kljub temu ima motnja vpliv na večjo umrljivost mladičev in manjšo težo odraslih ptic.  
Hoacin je nacionalni ptič Gvajane.